# Zygodon welwitschii
Zygodon welwitschii là một loài rêu trong họ Orthotrichaceae. Loài này được Duby mô tả khoa học đầu tiên năm 1872.